# Lavau (Aube)
Lavau és un municipi francès situat al departament de l'Aube i a la regió del Gran Est. L'any 2007 tenia 771 habitants.

## Demografia

### Població
El 2007 la població de fet de Lavau era de 771 persones. Hi havia 268 famílies de les quals 44 eren unipersonals (12 homes vivint sols i 32 dones vivint soles), 80 parelles sense fills, 128 parelles amb fills i 16 famílies monoparentals amb fills.
La població ha evolucionat segons el següent gràfic:
Habitants censats

### Habitatges
El 2007 hi havia 277 habitatges, 274 eren l'habitatge principal de la família i 3 estaven desocupats. 275 eren cases i 2 eren apartaments. Dels 274 habitatges principals, 230 estaven ocupats pels seus propietaris, 42 estaven llogats i ocupats pels llogaters i 2 estaven cedits a títol gratuït; 5 tenien dues cambres, 31 en tenien tres, 90 en tenien quatre i 148 en tenien cinc o més. 233 habitatges disposaven pel capbaix d'una plaça de pàrquing. A 91 habitatges hi havia un automòbil i a 169 n'hi havia dos o més.

### Piràmide de població
La piràmide de població per edats i sexe el 2009 era:
| Homes | Edats   | Dones |
| ----- | ------- | ----- |
| 0     | 95 o +  | 4     |
| 4     | 90 a 94 | 12    |
| 0     | 85 a 89 | 0     |
| 4     | 80 a 84 | 0     |
| 12    | 75 a 79 | 8     |
| 0     | 70 a 74 | 8     |
| 16    | 65 a 69 | 4     |
| 12    | 60 a 64 | 20    |
| 4     | 55 a 59 | 12    |
| 32    | 50 a 54 | 24    |
| 28    | 45 a 49 | 32    |
| 8     | 40 a 44 | 12    |
| 16    | 35 a 39 | 16    |
| 12    | 30 a 34 | 8     |
| 16    | 25 a 29 | 8     |
| 12    | 20 a 24 | 4     |
| 12    | 15 a 19 | 20    |
| 8     | 10 a 14 | 12    |
| 24    | 5 a 9   | 0     |
| 20    | 0 a 4   | 4     |

## Economia
El 2007 la població en edat de treballar era de 476 persones, 344 eren actives i 132 eren inactives. De les 344 persones actives 319 estaven ocupades (178 homes i 141 dones) i 25 estaven aturades (12 homes i 13 dones). De les 132 persones inactives 53 estaven jubilades, 43 estaven estudiant i 36 estaven classificades com a «altres inactius».

### Ingressos
El 2009 a Lavau hi havia 275 unitats fiscals que integraven 792 persones, la mediana anual d'ingressos fiscals per persona era de 18.623 €.

### Activitats econòmiques
Dels 36 establiments que hi havia el 2007, 4 eren d'empreses de fabricació d'altres productes industrials, 7 d'empreses de construcció, 12 d'empreses de comerç i reparació d'automòbils, 7 d'empreses de transport, 1 d'una empresa d'hostatgeria i restauració, 1 d'una empresa financera, 1 d'una empresa immobiliària, 1 d'una empresa de serveis, 1 d'una entitat de l'administració pública i 1 d'una empresa classificada com a «altres activitats de serveis».
Dels 9 establiments de servei als particulars que hi havia el 2009, 1 era un taller de reparació d'automòbils i de material agrícola, 1 guixaire pintor, 2 fusteries, 1 lampisteria, 1 empresa de construcció, 1 restaurant, 1 agència immobiliària i 1 saló de bellesa.
L'any 2000 a Lavau hi havia 7 explotacions agrícoles.

## Equipaments sanitaris i escolars
El 2009 hi havia 1 escola maternal i 1 escola elemental.

## Poblacions més properes
El següent diagrama mostra les poblacions més properes.